# Anopheles ejercitoi
Anopheles ejercitoi is een muggensoort uit de familie van de steekmuggen (Culicidae). De wetenschappelijke naam van de soort is voor het eerst geldig gepubliceerd in  door Mendoza,1947.